# Délai avant récolte
Le délai avant récolte est une notion liée au fait que des résidus de produits phytosanitaires peuvent se retrouver dans les productions. Afin de minimiser ce risque, chaque produit a un délai avant récolte à respecter. C'est-à-dire qu’il faut respecter un laps de temps entre l’application du produit et la récolte. Ce délai peut aller de 3 jours à plus de 90 jours.

## Sources

### Webographie
- Réglementation phytosanitaire
- Bien lire l'étiquette